# 우술유
우술유(于述儒)는 고려의 문신, 외교관, 정치인이다. 본관은 목천(木川).
1186년(고려 명종 11년) 11월 형부시랑(刑部侍郞)으로서 사은사(謝恩使)가 되어 금나라에 가서 낙기복사(落起復使)를 보내 준 데 대해 사의를 표하고 돌아왔다.
1197년(신종 즉위) 11월 수사공(守司空)·좌복야(左僕射)·판형부사(判刑部事)로 임명되었다.
1199년(신종 2년) 6월 중서평장사(中書平章事)로 치사(致仕)했다.